# Чечено-Ингушское книжное издательство
«Чече́но-Ингу́шское кни́жное издательство» — советское государственное издательство. Основано в 1925 году в Грозном. Ликвидировано.

## История
Основано в 1925 году в Грозном.
Специализировалось на выпуске массово-политической, производственной, сельскохозяйственной, художественной и краеведческой литературы, учебной литературы для чеченских и ингушских школ.
Было ликвидировано.
| Статистика по объёмам производства. 1979–1990 годы | Статистика по объёмам производства. 1979–1990 годы | Статистика по объёмам производства. 1979–1990 годы | Статистика по объёмам производства. 1979–1990 годы | Статистика по объёмам производства. 1979–1990 годы | Статистика по объёмам производства. 1979–1990 годы | Статистика по объёмам производства. 1979–1990 годы | Статистика по объёмам производства. 1979–1990 годы |
| —                                                  | 1979                                               | 1980                                               | 1982                                               | 1983                                               | 1984                                               | 1985                                               | 1990                                               |
| -------------------------------------------------- | -------------------------------------------------- | -------------------------------------------------- | -------------------------------------------------- | -------------------------------------------------- | -------------------------------------------------- | -------------------------------------------------- | -------------------------------------------------- |
| Книг и брошюр, печатных единиц                     | 92                                                 | 80                                                 | 78                                                 | 76                                                 | 89                                                 | 91                                                 | 89                                                 |
| Тираж, тыс. экз.                                   | 615,0                                              | 769,9                                              | 666,1                                              | 617,8                                              | 666,4                                              | 944,5                                              | 924,7                                              |
| Печатных листов-оттисков, тыс.                     | н. д.                                              | 8218,4                                             | 11496,5                                            | 12199,9                                            | 10922,0                                            | 10897,1                                            | 13126,4                                            |